# Greenfield, Tennessee
Greenfield är en ort i Weakley County i Tennessee. Vid 2010 års folkräkning hade Greenfield 2 182 invånare.